# Рахманов, Сергей Ефимович
Сергей Ефимович Рахманов (1759 — 1810) — русский театральный актёр, позже артист Петербургских Императорских театров, инспектор Театральной школы.

## Биография
Известно, что Сергей Рахманов родился в 1759 году и воспитывался в Петербургском воспитательном доме. Когда в 1777 году лекарь воспитательного дома Карл Книпер создавал в Санкт-Петербурге общедоступный театр по примеру европейских, он заключил с учреждением договор, по которому к нему поступали 50 обученных танцам, музыке и декламации выпускников, отобранных московским актёром Иваном Каллиграфом. Среди этих 50 выпускников, образовавших труппу театра Книпера (с 1779 года — Вольный российский театр), находился и Рахманов. С молодыми артистами занимался Иван Дмитревский. 13 апреля 1779 года на Царицыном лугу, в бывшем театре Локателли, труппа дала первое представление. 1 сентября 1783 года весь театр Книпера со всем имуществом и штатом перешел в ведомство дирекции Императорских театров.
1 августа 1785 года Рахманову также была поручена ещё должность рольного копииста (переписчика). Через месяц он оставил эту должность, но с августа 1787 года был вновь назначен копиистом и библиотекарем русского театра. В должности копииста он пробыл до 10 декабря 1791 года, а в должности библиотекаря — до 1 января 1793 года, когда он вступил в должность надзирателя Театральной школы, готовившей кадры для императорских театров по самым разным специальностям. Кроме того, ему было поручено содержать восемь воспитанников, которые находились у него в период обучения, до 1 марта 1798 года.
В то же время Рахманов не оставлял и сценической деятельности, участвуя в спектаклях и появляясь на сцене в разных ролях. Около 1810 года Рахманов, уже оставивший сцену, был назначен инспектором Театральной школы. Поступивший туда в 1816 году Пётр Каратыгин в своих «Записках» отмечал, что Рахманов, человек «необыкновенной тучности» был по натуре добродушен и нередко заступался за воспитанников перед строгим балетмейстером Дидло.
Супругой Рахманова была драматическая актриса Христина Логинова.
Вероятно, Рахманов был небедным человеком, так как источники[какие?] указывали, что актёр имел крепостных людей (1804 год[уточнить]).
Сергей Ефимович Рахманов умер 26 января 1810 года.

## Роли в театре
- «Альзара, или Американцы»
- «Боязливый, или Домовыми изувеченный» — Иван
- «Поскорей, пока не проведали, или Отменный случай» — Гробкон
- «Самолюбивый стихотворец» — Крутон
- «Принужденная женитьба» — Алкандор
- «Школа злословия» — Безпечкин
- «Недоросль» Д. И. Фонвизина — Скотинин
- «Бригадир» Д. И. Фонвизина — Бригадир

Критика подчеркивает: «Особенно хорошо ему удавались некоторые шаржированные роли, как, например, роль бригадира в пьесе Фонвизина того же названия и роль Скотинина в „Недоросле“».